# Lijst van Alarmschijven in 1974
Deze hits waren in 1974 t/m 31 augustus Alarmschijf op Radio Veronica en vanaf 4 oktober bij de TROS op Hilversum 3:
| Nr. | Datum        | Artiest                      | Titel                                                | Hoogste positie in Top 40 |
| --- | ------------ | ---------------------------- | ---------------------------------------------------- | ------------------------- |
| 216 | 5 januari    | The Cats                     | Rock 'n' roll (I gave you the best years of my life) | 3                         |
| 217 | 12 januari   | Charlie Rich                 | The most beautiful girl                              | 4                         |
| 218 | 19 januari   | Vader Abraham & Boer Koekoek | Den Uyl is in den olie                               | 1(2wk)                    |
| 219 | 26 januari   | Cher                         | Dark lady                                            | 17                        |
| 220 | 2 februari   | The Shoes                    | Face to face                                         | 12                        |
| 221 | 9 februari   | Dizzy Man's Band             | Mony the phoney                                      | 18                        |
| 222 | 16 februari  | Nick MacKenzie               | Peaches on a tree                                    | 5                         |
| 223 | 23 februari  | Jan Akkerman                 | House of the king                                    | 17                        |
| 224 | 2 maart      | Mud                          | Tiger feet                                           | 1(3wk)                    |
| 225 | 9 maart      | Albert Hammond               | I'm a train                                          | 6                         |
| 226 | 16 maart     | Paul McCartney & Wings       | Jet                                                  | 11                        |
| 227 | 23 maart     | Blue Swede                   | Hooked on a feeling                                  | 26                        |
| 228 | 30 maart     | The Cats                     | Be my day                                            | 1(6wk)                    |
| 229 | 6 april      | The Trammps                  | Love epidemic                                        | 11                        |
| 230 | 13 april     | Harry Chapin                 | Morning D.J. of W.O.L.D                              | 25                        |
| 231 | 20 april     | Golden Earring               | Instant poetry                                       | 3                         |
| 232 | 27 april     | Leo Unger                    | Run to the sunshine                                  | 20                        |
| 233 | 4 mei        | Bolland & Bolland            | Mexico I Can't Say Goodbye'                          | 16                        |
| 234 | 11 mei       | Marvin Hamlisch              | The Entertainer                                      | 6                         |
| 235 | 18 mei       | Vicky Leandros               | Theo, wir fahr'n nach Łódź                           | 12                        |
| 236 | 25 mei       | The Three Degrees            | Year Of Decision                                     | 7                         |
| 237 | 1 juni       | The Rubettes                 | Sugar baby love                                      | 1(7wk)                    |
| 238 | 8 juni       | The Stylistics               | You Make Me Feel Brand New                           | 12                        |
| 239 | 15 juni      | Earth & Fire                 | Love of life                                         | 2                         |
| 240 | 22 juni      | Hues Corporation             | Rock The Boat                                        | 6                         |
| 241 | 29 juni      | Paper Lace                   | The night Chicago died                               | 2                         |
| 242 | 6 juli       | Peter & zijn Rockets         | Robbie                                               | 14                        |
| 243 | 13 juli      | Bobby Goldsboro              | Hello Summertime                                     | 26                        |
| 244 | 20 juli      | First Class                  | Beach Baby                                           | 17                        |
| 245 | 27 juli      | Dalida                       | Gigi l'amoroso                                       | 2                         |
| 246 | 3 augustus   | Trio Hellenique              | La Danse De Zorba                                    | 28                        |
| 247 | 10 augustus  | Brotherhood of Man           | Lady                                                 | 22                        |
| 248 | 17 augustus  | Peter & zijn Rockets         | Veronica Sorry                                       | 8                         |
| 249 | 24 augustus  | Roberta Flack                | Feel Like Makin' Love                                | 29                        |
| 250 | 31 augustus  | Left Side                    | I Want Ye And I Got Ye                               | 37                        |
| 251 | 7 september  | Jigsaw                       | You're Not The Only Girl                             | tip1                      |
| 252 | 14 september | C Jerome                     | C'est moi                                            | 6                         |
| 253 | 21 september | Spooky & Sue                 | Swinging On A Star                                   | 2                         |
| 254 | 28 september | Ricky Gordon                 | Such A Night                                         | 5                         |
| 255 | 5 oktober    | The Garnets                  | Indian Uprising                                      | 27                        |
| 256 | 12 oktober   | Julien Clerc                 | Ce n'est rien                                        | 16                        |
| 257 | 19 oktober   | George Baker Selection       | Sing a song of love                                  | 1(3wk)                    |
| 258 | 26 oktober   | 10cc                         | Silly Love                                           | 10                        |
| 259 | 2 november   | Sailor                       | Traffic Jam                                          | 4                         |
| 260 | 9 november   | Albert West                  | Simone                                               | 15                        |
| 261 | 16 november  | The Cats                     | Come Sunday                                          | 6                         |
| 262 | 23 november  | Bachman-Turner Overdrive     | You ain't seen nothin' yet                           | 3                         |
| 263 | 30 november  | Billy Swan                   | I Can Help                                           | 1(3wk)                    |
| 264 | 7 december   | Tony Sherman                 | I Wrote You A Letter                                 | 12                        |
| 265 | 14 december  | Barry White                  | You're the First, the Last, My Everything            | 10                        |
| 266 | 21 december  | Elvis Presley                | My Boy                                               | 9                         |
| -   | 28 december  | geen Alarmschijf             | geen Alarmschijf                                     | geen Alarmschijf          |

1969 ·
1970 ·
1971 ·
1972 ·
1973 ·
1974 ·
1975 ·
1976 ·
1977 ·
1978 ·
1979 ·
1980 ·
1981 ·
1982 ·
1983 ·
1984 ·
1985 ·
1986 ·
1987 ·
1988 ·
1989 · 
1990 · 
1991 · 
1992 · 
1993 · 
1994 · 
1995 · 
1996 · 
1997 · 
1998 · 
1999 · 
2000 · 
2001 · 
2002 · 
2003 · 
2004 · 
2005 · 
2006 · 
2007 · 
2008 · 
2009 ·
2010 ·
2011 ·
2012 ·
2013 ·
2014 ·
2015 ·
2016 ·
2017 ·
2018 ·
2019 ·
2020 ·
2021 ·
2022 ·
2023 ·
2024 ·
2025